# Zichy Domonkos
Gróf zicsi és vázsonykői Zichy Domonkos (Bécs, 1808. július 21. – Majer, 1879. október 30.) rozsnyói, majd veszprémi püspök.

## Élete

### Származása
1808-ban született Zichy Ferenc veszprémi főispán, főpohárnok és második felesége, Lodron-Laterano U. Castelromano Mária Dominika (1789–1847) második gyermekeként. Testvérei voltak:
- Ödön (1809–1848), nagybirtokos, hazaárulás vádjával végezték ki
- Ödön (Edmund) (1811–1894), Zichy Jenő édesapja

Édesapja első feleségének, Kolowrat-Krakowsky Mária Annától (1753–1805) született gyermekei:
- Zichy Ferenc (1774–1861), Bihari főispán, főajtónálló, első neje Esterházy Amália (1776–1817), második neje Cavriani Johanna (1775–1854)
- Zichy Antónia (1776–1856), férje Nádasdy Mihály (1775–1854), államminiszter, főkormánytanácsos
- Zichy Teréz (1777–1821), Győry Ferdinánd neje
- Zichy Anna (1780–1866), Apponyi György neje (1780–1849)
- Zichy Károly (1785–1876) császári és királyi kamarás, első neje Apponyi Franciska (1807–1869), fentebb említett György leánya, második neje Batthyány Antónia (1789–1825)
- Zichy Flóra (1792–1860), Attems Ferenc Xavér (1785–1843) neje
- Zichy Leopoldina (1798–1872, Kress Károly (1781–1856) tábornok neje

### Egyházi és politikai pályája
A papi pályára lépve egyházi doktorátust szerzett, majd olmützi kanonok lett. 1841-től rozsnyói, 1842-től veszprémi püspök. Kormányzása alatt számos jótékony alapítványt tett nemes célokra, illetve alapító tagja volt a Kisfaludy Társaságnak. 
Az 1840-es években zajlott újabb Deák Ferenc által „liberalista” eszmék megjelenése után, Kopácsy József esztergomi érsek, a volt veszprémi püspök, titokban finanszírozta gróf Zichy Domonkossal együtt a zalai konzervatív pártot, amelynek vezére forintosházi Forintos György (1792–1857) volt, aki egyben Domonkos keresztapja is. A konzervatív párt azonban nem járt sikerrel, majd Deák Ferenc elvei győztek megyeszerte. 
Amikor 1848-ban a kormány a püspökség rendezetlen pénzügyeinek vizsgálatára kormánybiztost küldött ki, a püspök elhagyta székhelyét, és birtokaira vonult vissza. Utóda Ranolder János püspök lett. Zichy Domonkos élete hátralévő részét betegen, de jótékonykodva töltötte. 1879-ben hunyt el.

## Művei
- Örömvers, mellyet Méltgs Szolga Egyházi Marics István Dávid úr érdemeinek, midőn Torna vármegyének főispánnyává neveztetnék, baráti szeretetből áldozott. Komárom, 1837
- Keresztyéni erősség lelkének szüksége, főpásztori beszéd, melyet beiktatásakor Rozsnyón tartott. Székesfehérvár, 1841. Keresztyéni erősség lelkének szüksége latinul, Székesfehérvár
- Keresztyéni buzgóság szüksége. A veszprémi püspökségbe való beiktatásakor mondott beszéde Veszprém, 1842. Keresztyéni buzgóság szüksége latinul, Veszprém